# Sablé-sur-Sarthe
Sablé-sur-Sarthe – miejscowość i gmina we Francji, w regionie Kraj Loary, w departamencie Sarthe.
Według danych na rok 1999 gminę zamieszkiwało 12 716 osób, a gęstość zaludnienia wynosiła 330 osób/km² (wśród 1504 gmin Kraju Loary Sablé-sur-Sarthe plasuje się na 28. miejscu pod względem liczby ludności, natomiast pod względem powierzchni na miejscu 165.).